# Newport (Minnesota)
Newport és una població dels Estats Units a l'estat de Minnesota. Segons el cens del 2000 tenia 3.715 habitants.

## Demografia
Segons el cens del 2000, Newport tenia 3.715 habitants, 1.418 habitatges, i 968 famílies. La densitat de població era de 391,9 habitants per km².
Dels 1.418 habitatges en un 36,1% hi vivien nens de menys de 18 anys, en un 49,7% hi vivien parelles casades, en un 13,1% dones solteres, i en un 31,7% no eren unitats familiars. En el 24,9% dels habitatges hi vivien persones soles el 8,9% de les quals corresponia a persones de 65 anys o més que vivien soles. El nombre mitjà de persones vivint en cada habitatge era de 2,61 i el nombre mitjà de persones que vivien en cada família era de 3,11.
Per edats la població es repartia de la següent manera: un 27,4% tenia menys de 18 anys, un 9,5% entre 18 i 24, un 31,3% entre 25 i 44, un 22% de 45 a 60 i un 9,9% 65 anys o més.
L'edat mediana era de 34 anys. Per cada 100 dones de 18 o més anys hi havia 94,4 homes.
La renda mediana per habitatge era de 45.373 $ i la renda mediana per família de 51.223 $. Els homes tenien una renda mediana de 38.140 $ mentre que les dones 28.527 $. La renda per capita de la població era de 22.310 $. Entorn del 2,4% de les famílies i el 3,7% de la població estaven per davall del llindar de pobresa.

## Poblacions més properes
El següent diagrama mostra les poblacions més properes.